# Бледжо-Супериоре
Бледжо-Супериоре (итал. Bleggio Superiore) — коммуна в Италии, расположена в автономной области Трентино-Альто-Адидже , подчиняется административному центру Тренто.
Население коммуны, на 01.01.2024 года, составляет 1505 человек, плотность населения — 45,30 чел./км². Коммуна занимает площадь 33,22 км². 
Почтовый индекс — 38071. Телефонный код — 0465.
В коммуне 14 сентября особо празднуется Воздвижение Креста Господня. Покровителями фракций коммуны почитаются святые Фаустин и Иовита, святая Иустина (Balbido), святой Антоний (Bivedo),  san Rocco (Cavaione).